# DBm

Một sơ đồ cho thấy mối quan hệ giữa dBu (nguồn điện áp) và dBm (năng lượng tiêu tán dưới dạng nhiệt bởi điện trở 600 Ω).

dBm hay dBmW (decibel-milliwatt) là đơn vị định mức được sử dụng để chỉ ra rằng tỷ lệ công suất được biểu thị bằng decibel (dB) với tham chiếu đến một milliwatt (mW). Nó được sử dụng trong các mạng truyền thông vô tuyến, vi sóng và sợi quang như một thước đo công suất tuyệt đối thuận tiện vì khả năng thể hiện cả các giá trị rất lớn và rất nhỏ ở dạng rút gọn hơn so với dBW, được tham chiếu đến một watt (1.000 mW).
Vì nó được tham chiếu đến watt, nó là một đơn vị tuyệt đối, được sử dụng khi đo công suất tuyệt đối. Khi so sánh, decibel (dB) là một đại lượng không thứ nguyên, được sử dụng để định lượng tỷ lệ giữa hai giá trị, chẳng hạn như tỷ số tín hiệu trên nhiễu. dBm cũng không có thứ nguyên nhưng vì nó so với giá trị tham chiếu cố định nên tỷ lệ dBm là tuyệt đối.
Trong âm thanh và điện thoại, dBm thường được tham chiếu tương ứng với trở kháng 600 ohm, trong khi trong công việc tần số vô tuyến dBm thường được tham chiếu so với trở kháng 50 ohm.

## Chuyển đổi đơn vị
Mức công suất bằng 0 dBm tương ứng với công suất 1 milliwatt. Mức tăng 10 dB tương đương với mức tăng công suất gấp 10 lần. Mức tăng 3 dB tương đương với tăng gấp đôi công suất, có nghĩa là mức 3 dBm tương ứng với công suất 2 mW. Tương tự, cho mỗi mức giảm 3 dB, công suất giảm khoảng một nửa, làm cho −3 dBm tương ứng với công suất khoảng 0,5 mW.
Để biểu thị công suất P tùy ý tính bằng mW là x tính bằng dBm hoặc ngược lại, có thể sử dụng các biểu thức tương đương sau:
{\displaystyle {\begin{aligned}x&=10\log _{10}{\frac {P}{1~{\text{mW}}}},\\P&=1~{\text{mW}}\cdot 10^{\frac {x}{10}},\end{aligned}}}
Ngoài ra, sử dụng 1 W làm giá trị tham chiếu thay vì 1 mW
{\displaystyle {\begin{aligned}x&=30+10\log _{10}{\frac {P}{1~{\text{W}}}},\\P&=1~{\text{W}}\cdot 10^{\frac {x-30}{10}},\end{aligned}}}